# نهاش هندي
نهاش هندي أو نيسر هندي (الاسم العلمي: Lutjanus indicus)، سمكة بحرية من فصيلة النهاشية أعطانها الأصلية المحيط الهندي.